# Liviu Dănceanu
Liviu Dănceanu (Roman (comtat de Neamţ), 19 de juliol, 1954 - Bucarest, 26 d'octubre, 2017), va ser un compositor romanès.
Dănceanu va estudiar composició amb Ștefan Niculescu a la Universitat de Bucarest i aleshores va ser alumne de Iannis Xenakis, Włodzimierz Kotoński i Paul Patterson. Va debutar com a compositor l'any 1978, al Conservatori de Bucarest. Dănceanu va impartir cursos sobre història de la música, estètica, estilística barroca, etc. dins de la Universitat Nacional de Música de Bucarest (des de 1990).
Va ser fundador (1985) i director musical del conjunt de música contemporània "Archaeus" i director artístic del festival contemporani Zilele muzicii de Bacău. De 1991 a 1994 va ser president de la secció romanesa de la "International Society for Contemporary Music" (ISCM). Per les seves composicions va ser, entre altres coses, guardonat amb el Premi George Enescu de l'Academia Română (1989), el Premi de la Crítica Musical (1991) i el Premi de la Unió de Compositors Romanesos (1988, 1990 i 1994). Va rebre una menció honorífica al concurs de composició Antidogma Musica de Torí el 1994.
Va compondre més de 100 obres simfòniques, de música de cambra i vocals i va publicar estudis, assaigs i ressenyes en revistes musicals.